# Nova Vasîlivka (Vasîlivka), Jîtomîr
Nova Vasîlivka (în ucraineană Нова Василівка) este un sat în comuna Vasîlivka din raionul Jîtomîr, regiunea Jîtomîr, Ucraina.

## Demografie
Componența lingvistică a localității Nova Vasîlivka
     Ucraineană (98,93%)
     Rusă (1,07%)
Conform recensământului din 2001, majoritatea populației localității Nova Vasîlivka era vorbitoare de ucraineană (98,93%), existând în minoritate și vorbitori de rusă (1,07%).